# إدواردو غالاردو
إدواردو غالاردو (بالإسبانية: Eduardo Gallardo)‏ هو مدرب كرة يد أرجنتيني، ولد في 20 أبريل 1969.